# Bourg-Saint-Bernard
Bourg-Saint-Bernard (okzitanisch: Le Borg de Sant Bernat) ist eine französische Gemeinde mit 1.109 Einwohnern (Stand: 1. Januar 2022) im Département Haute-Garonne in der Région Okzitanien (vor 2016: Midi-Pyrénées). Sie gehört zum Arrondissement Toulouse und zum Kanton Revel. Die Einwohner werden Bourguignons genannt.

## Geographie

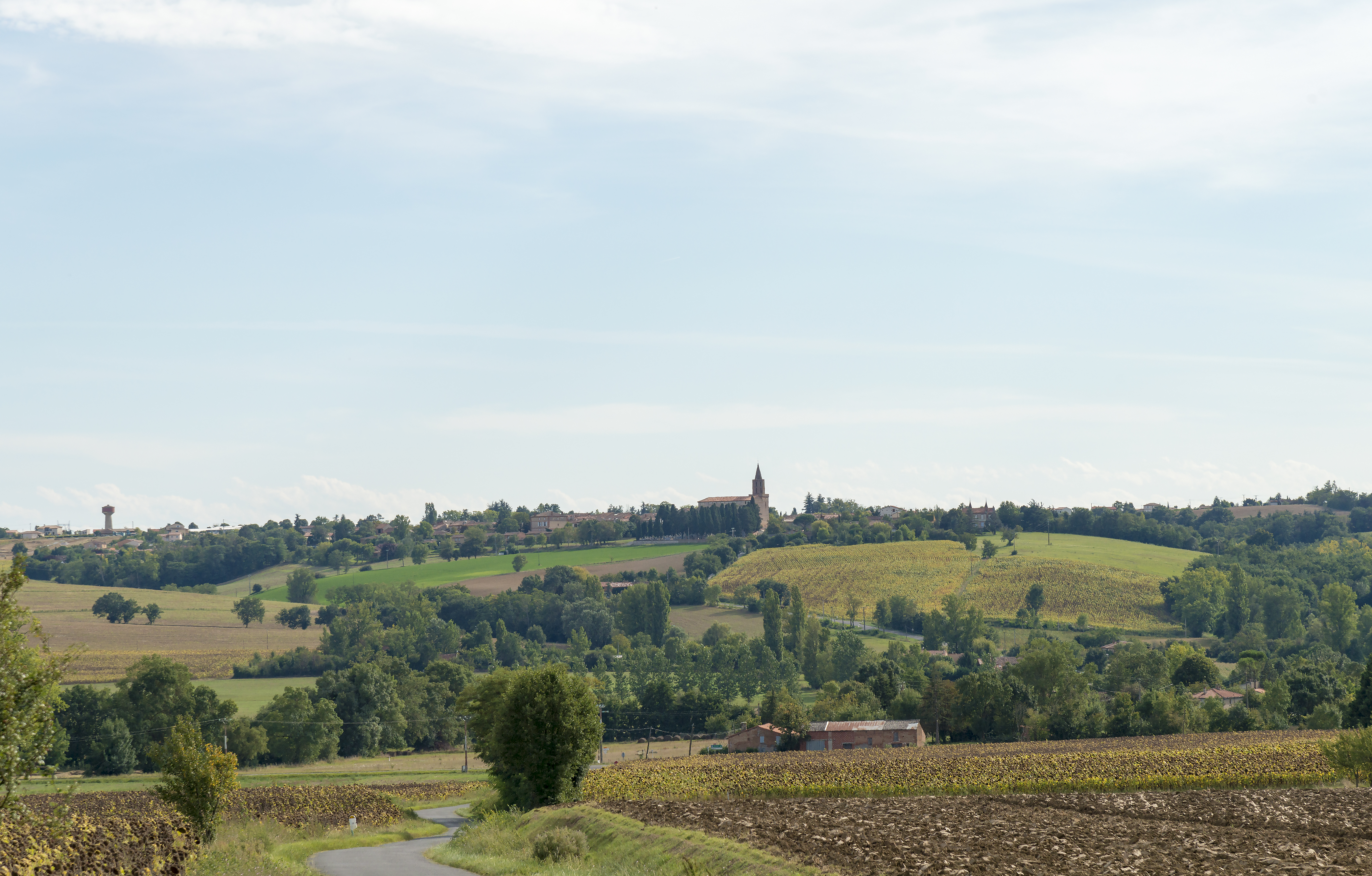
Blick auf Bourg-Saint-Bernard

Bourg-Saint-Bernard liegt an der Grenze zum Département Tarn, etwa 22 Kilometer östlich von Toulouse in der Landschaft Lauragais. Der Girou fließt im Norden der Gemeinde. Der Flugplatz Aérodrome de Toulouse-Bourg-Saint-Bernard liegt größtenteils auf dem Gebiet der Gemeinde. Umgeben wird Bourg-Saint-Bernard von den Nachbargemeinden Teulat im Norden, Montcabrier im Nordosten, Saussens im Osten und Südosten, Lanta im Süden, Vallesvilles im Südwesten, Gauré im Westen sowie Verfeil im Nordwesten.

## Bevölkerungsentwicklung
| Jahr                       | 1962 | 1968 | 1975 | 1982 | 1990 | 1999 | 2011 | 2020 |
| Einwohner                  | 590  | 605  | 585  | 584  | 659  | 772  | 934  | 1110 |
| Quellen: Cassini und INSEE |      |      |      |      |      |      |      |      |

## Sehenswürdigkeiten
- Kirche Saint-Bernard, Ende des 15. Jahrhunderts erbaut, Monument historique seit 1965
- Kirche Saint-Pierre
- Wasserturm

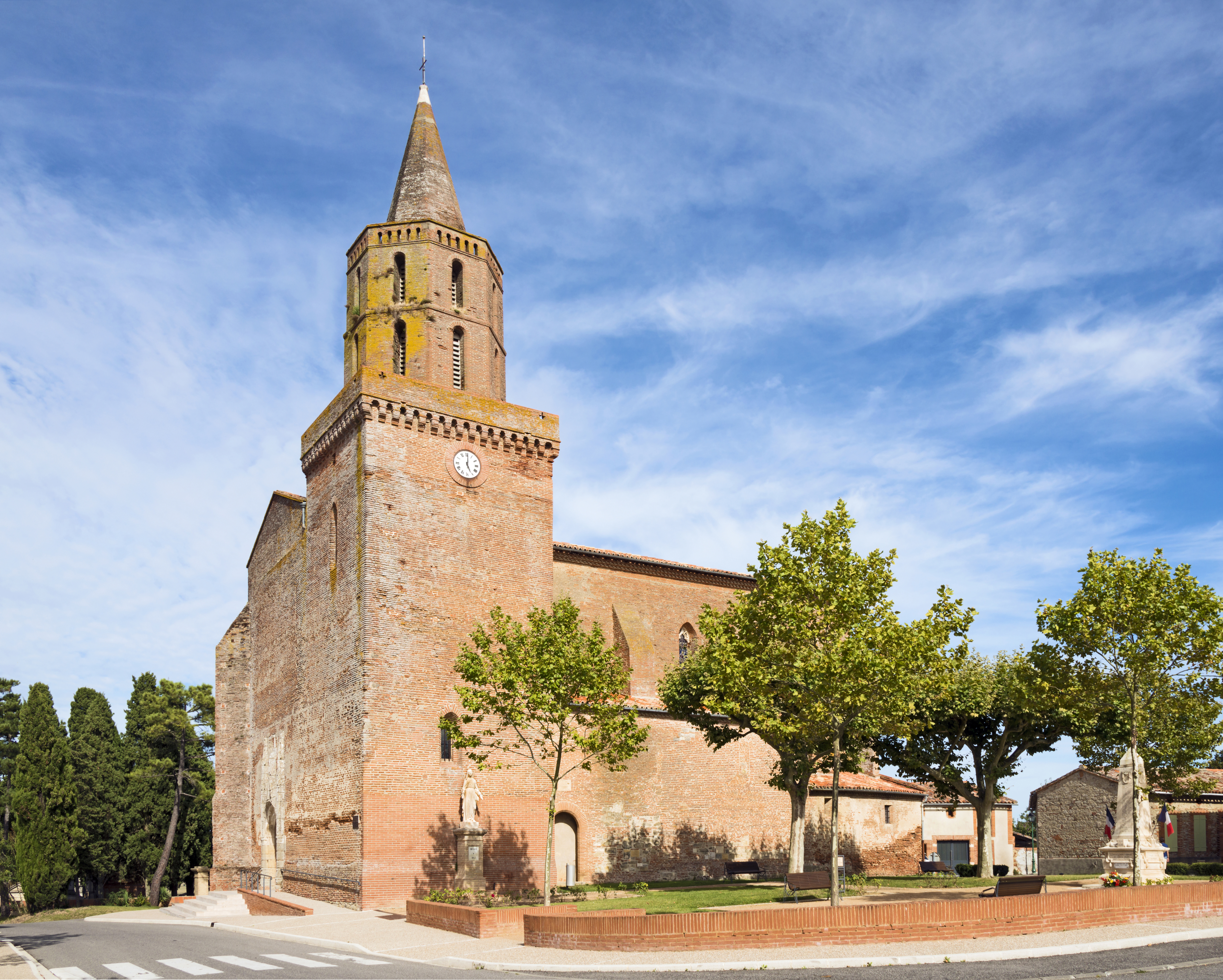
Kirche Saint-Bernard
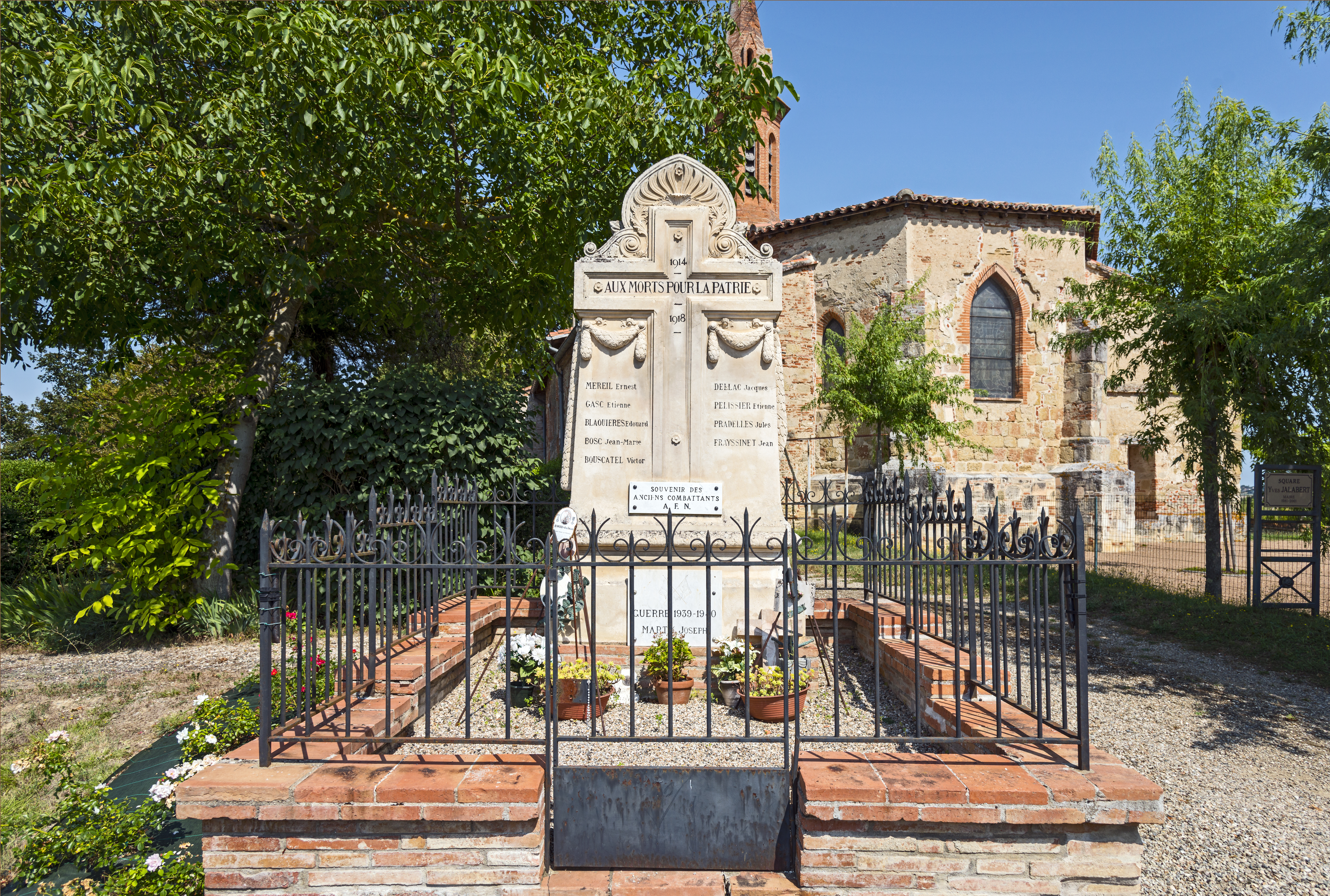
Gefallenendenkmal